# Åkerkornlöpare
Åkerkornlöpare (Amara eurynota) är en skalbaggsart som först beskrevs av Georg Wolfgang Franz Panzer 1796.  Åkerkornlöpare ingår i släktet Amara, och familjen jordlöpare. Arten är reproducerande i Sverige.